# 22409 Nagatohideaki
22409 Nagatohideaki è un asteroide della fascia principale. Scoperto nel 1995, presenta un'orbita caratterizzata da un semiasse maggiore pari a 2,2489148 au e da un'eccentricità di 0,1903672, inclinata di 6,63034° rispetto all'eclittica.